# El suave murmullo de la muerte
El suave murmullo de la muerte (en inglés: The Soft Whisper of the Dead; pronunciado //), es una novela de terror de Charles L. Grant.  Se publicó por primera vez en 1982 por Donald M. Grant, Publisher en una edición de 2,800 copias, de las cuales 300 estaban firmadas por el autor y el artista.  El libro es el primer volumen de una trilogía interna, que forma parte de la serie Grant sobre el pueblo de "Oxrun Station". Las otras piezas que componen la trilogía son: El oscuro llanto de la luna (The Dark Cry of the Moon), protagonizada por hombres lobo; y La larga noche de la tumba (The Long Night of the Grave), en la que los personajes principales son las momias. 

## Introducción a la trama
El libro relata la historia del diabólico conde Braslov, un vampiro con larga experiencia aterrorizando poblados y aldeas, que se instala en Oxrun y desde allí comienza a elaborar un plan estratégico para gobernar un pequeño feudo poblado de criaturas nocturnas. Frente a estos proyectos maquiavélicos se alza la voluntad del detective Ned Stockton y su asistente, Pamela Squires, quienes luchan denodadamente contra el insidioso conde Brastov.